# Németlövő (Ausztria)
Németlövő (a 20. század elejéig Német-Lő ,
németül: Deutsch Schützen, gradišćei nyelven: Livio/Nimške Šice, horvátul: Njemačke Šice) Németlövő-Csejke központi településrésze Ausztriában, Burgenland tartományban, a Felsőőri járásban.

## Fekvése
Felsőőrtől 26 km-re délkeletre, Szombathelytől 18 km-re délnyugatra a Vas-hegy lábánál a magyar határ mellett fekszik. Szombathely felől az országhatárig a 8713-as úton, majd a B56-os számozású osztrák főúton közelíthető meg.

## Története
A régészeti leletek tanúsága szerint a Vashegy déli oldalán már az i. e. 1000 körüli időben a bronzkor végén állt emberi település. A római korban már fejlett bortermelés folyt ezen a vidéken. A Szent Márton templom is egy 4. századi római temetőre épült. Alapjai is római alapokon nyugszanak. A magyar honfoglalás után a nyugati határvidék része lett, ahova királyaink a csatlakozott népekből származó határőr íjászokat (lövőket) telepítettek. Így keletkezett az osztrák oldalon fekvő Németlövő és a magyar oldalon található Horvátlövő település is.
A település első írásos említése 1221-ből származik abban az oklevélben, melyben a Ják nembeli István bán a pornói cisztercita apátságnak adományozza "Monyorokerek", "Hettfehelly", "Perwolff" és "Kölked" falvakat. Közülük Perwolf a mai Németlövőnek felel meg. A falu központja ott volt, ahol ma a Szent Márton templom áll. A középkorban a Németújvári grófok birtoka volt, lakói íjászok voltak. 1274-ben a Kőszegiek és IV. László király közötti határviszályok következtében megsemmisült, de 1289-ben a németújvári viszály során már ismét létezett. Lakói a Németújváriakat támogatták Albert osztrák herceg ellenében. Ez az új település azonban nem a régi helyén, hanem már a mai Németlövő területén épült fel. A köznyelv a régi falut "Klein Schütz" (azaz Kislövő), az újat pedig "Gross Schütz" (azaz Nagylövő) néven nevezte. 1328-ban Károly Róbert király megerősítette lakóinak széleskörű kiváltságait. 1391-ben "Nagysych" a németújvári uradalomhoz tartozott, míg "Kis Sych" önálló település volt. A Szent Márton templom helyén a 12. században még fatemplom állt, melyet a 15. században átépítettek, majd a 16. a 18. és 19. század közepén, végül 20. század közepén bővítettek. A templomot a 19. századig kőből épített védőfal is övezte. Harangja a legrégibb volt az egész Várvidéken, ma a krems-steini harangmúzeumban látható.
A falu 1391-ben a Sárói család németújvári uradalmának része lett, majd a 15. században a sváb száramzású  Ellerbachoké, akik a monyorókeréki uradalmukhoz csatolták. Ekkor kapta mezővárosi rangját és vele a vásártartási jogot. Erdődy Bakócz Tamás érsek és kancellár  1499-ben, Ellerbach János halála után lett a falu birtokosa. 1517-ben unokaöccse Erdődy Péter lett a birtokos. 1529-ben és 1532-ben a települést elpusztította a török. Az 1540-es években németekkel telepítették be újra. 1548-ban horvátok betelepítésével megalapították a szomszédos Horvátlövőt, ezután kezdték használni a német névelőtagot, mely írásban 1567-ben jelenik meg először "Nemet Sycz" alakban. Az Erdődyek uralma 1556-ig tartott, amikor a Zrínyiek zálogbirtoka lett. 1616-tól a monyorókeréki uradalomban újra az Erdődyek a birtokosok. 1643 és 1773 között a pornói uradalom részeként a soproni jezsuitáké. Ezután az Esterházyaké és a Liechtensteineké, 1868-tól 1934-ig pedig a bajor hercegé volt.
Lakói 1580 körül evangélikusok lettek, de a 17. században az Erdődyek nyomására újra felvették a katolikus vallást. A kuruc háborúk idején sokan elmenekültek a községből. 1741-ben felépült a mai templom és plébániáját is újra alapították. A 18. század végén mintegy 600 lakos élt itt. Szőlőhegyén virágzott a szőlőtermesztés és bortermelés. Az itt termelt bort Stájerországba, Sziléziába, de még Lengyelországba is szállították. Leghíresebb borai a furmint és a kékfrankos voltak. 1854-ben új iskola és plébániaház épült itt. Önkéntes tűzoltóegyletét 1884-ben alapították. Németlövő lakónak száma a 20. század elejére meghaladta az ezer főt, de ezt követően sokan kivándoroltak a tengerentúlra. 1907-ben anyakönyvi hivatal létesült a községben. Ekkor épült a községi hivatal épülete  is, melyhez akkor Pornóapáti és Horvátlövő is hozzá tartozott.
Vályi András szerint " Alsó, Felső, Német, Horvát Sicz. Négy elegyes faluk Vas Várm. Alsónak, és Felsőnek földes Ura Gr. Batthyáni Uraság, fekszenek Pinkafeldhez közel, mellynek filiáji. Német, és Horvát Sicznek pedig földes Ura Gr. Erdődy Uraság; Horvát Sicz Német Sicznek filiája; lakosaik katolikusok; határbéli földgyeik jók, vagyonnyaik külömbfélék, mellyeket Ausztriában, és Stájer Országban jól eladhatnak."
Fényes Elek szerint " Német-Schücz, német falu, Vas vmegyében, a Pinka mellett, 688 kath. lak. s paroch. szentegyházzal. Kövér rétek. F. u. gr. Erdődy. Ut. p. Szombathely 2 óra."
Vas vármegye monográfiája szerint " Német-Lő házainak száma 148, lélekszáma 966. Lakosai németajkúak és r. kath. és ág. ev. vallásuak. Postája Pornó, távírója Szombathely. A község a Pinkapatak mellett fekszik. Kath. temploma, mely nem a községben, hanem attól mintegy negyedórányi távolságban áll, a XIV. században épült. Harangját IV. Béla idejéből származtatják. Kegyura gróf Erdődy György. A lakosok gazdasági egyletet és, már 14 év óta, tűzoltó-egyletet tartanak fenn."
1910-ben 2065 lakosa volt, melyből 1714 német, 233 horvát, 111 magyar, 7 egyéb nemzetiségű volt. A trianoni békeszerződésig Vas vármegye Szombathelyi járásához tartozott. 1921-ben Ausztria Burgenland tartományának része lett. A saint germaini békeszerződés szerint eredetileg Pornóapáti, Szentpéterfa és Horvátlövő is Ausztriához tartozott volna, végül ezek a települések Magyarországon maradtak. 1923-ban Németlövőn postahivatal létesült.
A település fejlődése a második világháború után indult meg. Ekkor épült ki a vízvezeték és csatornahálózat. Új bankfiók létesült és megépült az új iskola is. 1963-ban új sportpályát építettek. 1968-ban ruhagyárat alapítottak itt, ahol sok helyi nő kapott munkát. 1971-ben közigazgatásilag hozzácsatolták Csejke, Abdalóc, Pósaszentkatalin és Pokolfalu községeket.
2001-ben 1189 lakosából 1139 német, 21 horvát, 18 magyar, 11 egyéb nemzetiségű lakosa volt.

## Nevezetességei
- Szent Márton tiszteletére szentelt régi templomát 1200 körül római alapokon építették. Nyugati homlokzata előtt eredetileg torony állt, melyben a 13. század első feléből való harang függött. 1400 körül a régi szentélyt lebontották és a templomot kelet felé bővítették. Ekkor épült a sokszögzáródású gótikus szentély, melynek déli falában szentségtartó fülkét alakítottak ki. Az északi oldalhoz sekrestye épült. A szentély belső déli falába később az 1593-ban elhunyt Debreczenyi György sírkövét falazták be. 1757-ben a templomot barokk stílusban építették át. A 20. század elejéig ez volt a község plébániatemploma. 1945-ben tornya ledőlt, teteje padig beszakadt, így ezeket lebontották és ma csak a szentély áll. A román templom alapjait 1970-1971-ben tárták fel.
- Szűz Mária neve tiszteletére szentelt plébániatemploma 1741-ben épült. A templomot 1933-1938 között átépítették.
- Lourdes-i kápolna.

## Híres emberek
Itt született 1909. szeptember 9-én Őry Miklós jezsuita szerzetes, teológiai tanár, egyházi író, szerkesztő.

## Külső hivatkozások
- Németlövő-Csejke hivatalos oldala
- Németlövő a dél-burgenlandi települések honlapján
- Magyar katolikus lexikon
- Németlövő őrei – A Magyar Nemzet cikke[halott link]
- A lövői Szent Márton plébániatemplom